# Société royale belge d’entomologie
La Société royale belge d'entomologie ou Koninklijke Belgische Vereniging voor Entomologie est une société savante basée à Bruxelles fondée le 9 avril 1855, et visant à l’étude de l’entomologie, la science étudiant les insectes.
Elle fait paraître plusieurs publications : le Bulletin, le Belgian Journal of Entomology et les Mémoires.
Son premier président fut Edmond de Sélys Longchamps (1813-1900).